# 왕모
왕모(王謀, ? ~ ?)는 중국 후한 말, 삼국시대의 관료로 자는 원태(元泰)이며, 한가군 사람이다.

## 행적
유장 밑에서 파군태수를 지내다가 귀환해서 주의 치중종사가 되었다. 유비가 익주목이 될 때 별가로 임명되었다가 219년에 한중왕이 되자 뇌공을 태상, 황주를 광록훈으로 삼으면서 왕모는 소부가 되었다.
220년에는 왕모를 포함해 허정·제갈량·미축·뇌공·황주 등 120명이 함께 유비가 즉위하도록 간청하는 상주문을 올렸으며, 223년에 관내후에 봉해지면서 뇌공 대신에 태상이 되었다.
뇌공·황주·등방과 함께 그 사적이 전하지 않기 때문에 전을 만들지 못했다고 하며, 훗날 장완이 장휴에게 질문할 때 같은 군의 선배로 한가군에 왕모라는 자가 있어 그를 계승할 사람이 누구냐고 물었다. 장휴는 왕모에 이르러서는 주 안에 이을 만한 자가 없다고 하면서 하물며 우리 군에서야라고 대답해 그가 중요시된 것은 이와 같았다고 한다.

## 평가
그의 용모는 단정하고 행동거지는 법도에 맞고 아담했으며, 신중했다고 한다.

## 삼국지연의에서의 왕모
삼국지연의에서는 유비가 황제로 즉위할 때 이름만 등장할 뿐이다.